# Chōchō
Chōchō (jap. 蝶々; pl. Motyl) – trzeci singel zespołu Crazy shampoo, wydany 6 lutego 2013.

## Lista utworów
| Nr | Tytuł                | Czas |
| -- | -------------------- | ---- |
| 1. | "Chōchō" (jap. 蝶々) |      |
| 2. | "Room"               |      |